# Fiódor Drujinin
Fiódor Serafímovitx Drujinin (Moscou, 6 d'abril, 1932 - Idem. 1 de juliol, 2007), fou un violista, compositor i professor de música soviètic i rus, artista popular de la RSFSR (1988). Membre de la Unió de Compositors de l'URSS des de 1990.

## Biografia
El seu pare era Serafim Nikolàievitx Drujinin, un famós crític d'art, empleat de la Galeria Tretiakov, i la seva mare era Natàlia Lvovna Drujínina (Wulfius), un mestre de l'expressió artística (estudiat amb B.V. Shchukin). Oncle - Aleksandr Nikolàievitx Drujinin, professor de la Universitat de Moscou, expert en llengua italiana.
Es va graduar a l'Escola Central de Música (classe de N. B. Sokolov) i al Conservatori de Moscou (1955, classe de Vadim Borisovsky). Des de 1957, va ser solista de la Filharmònica de Moscou, el 1964 va agafar el suport de viola del seu professor Vadim Borisovsky com a part del "Quartet Beethoven", i va treballar al quartet fins al 1975.
Va treballar estretament amb Dmitri Xostakóvitx, que va escriure la seva darrera obra per a ell: Sonata per a viola i piano, op. 147 (1975), així com amb compositors com Mieczysław Weinberg, Alfred Schnittke, Andrei Volkonski, Grigory Frid, Roman Ledeniov. Va ser el primer a interpretar el concert de viola de Bartok a Rússia i va tocar obres de Hindemith, Enescu i Honegger. El repertori de Drujinin també inclou obres de Bach, Mozart, Weber, Schubert, Schumann, Berlioz, Glinka i Rubinstein.
Des de 1958, Drujinin va començar a ensenyar al Conservatori de Moscou, a partir de 1978 va dirigir el departament de viola i arpa, i el 1980 va rebre el títol de professor. Entre els estudiants de Drujinin hi ha Iuri Baixmet, Yuri Tkanov, Alexander Bobrovsky, Elena Ozol, Svetlana Stepchenko, Ekaterina Markova, Negmetulla Karimov.
Autor d'una sèrie d'obres per a viola: Sonata per a viola sola (1959), Variacions per a viola sola (1968), Fantasia per a viola i orquestra (1982, edició 1992), Simfonia per a dues violes (publicada l'any 2003). També va escriure diverses cançons, romanços i cors espirituals.
L'any 2001 va publicar el llibre “Memòries. Pàgines de vida i creativitat" (M.: Gabinet greco-llatí de Yu. A. Shichalin, 2001. - 232 pp.), que incloïa memòries sobre Xostakóvitx, Schnittka, Stravinsky, Yudina, Akhmatova i col·legues del Quartet Beethoven. L'any 2006 es va publicar en francès un llibre de memòries dedicat al centenari de Dmitri Xostakóvitx (ISBN 5-87245-123-7).
El poema de Gennady Aiga "Viola" (1962) està dedicat a Fiódor Drujinin.

## Premis i títols
- 1957 - Primer premi al Concurs de Músics de la Unió de Moscou.
- 1966 - va rebre el títol d'Artista Honorat de la RSFSR|Artista Honorat de la RSFSR.
- 1988 - va rebre el títol d'Artista popular de la RSFSR|Artista popular de la RSFSR.